# Edward Lu
Edward Tsang Lu (chiń. upr. 卢杰; chiń. trad. 盧傑; pinyin Lú Jié; ur. 1 lipca 1963 w Springfield w stanie Massachusetts) – amerykański fizyk i astronauta.

## Życiorys
W 1980 ukończył szkołę w Webster w stanie Nowy Jork, w 1984 inżynierię elektryczną na Cornell University, a w 1989 studia doktoranckie z fizyki stosowanej na Uniwersytecie Stanforda. Pracował m.in. na University of Colorado i w Institute for Astronomy w Honolulu. Posiada licencję pilota komercyjnego, ma wylatane ponad 1500 godzin. 8 grudnia 1994 został kandydatem NASA na astronautę, później przechodził roczne szkolenie w Centrum Lotów Kosmicznych imienia Lyndona B. Johnsona. Od 15 do 24 maja 1997 jako specjalista misji brał udział w locie kosmicznym STS-84 na stację kosmiczną Mir; misja trwała 9 dni, 5 godzin i 20 minut. Był również specjalistą misji STS-106 do Międzynarodowej Stacji Kosmicznej od 8 do 20 września 2000, trwającej 11 dni, 19 godzin i 10 minut. Podczas tej misji Lu wraz z rosyjskim kosmonautą Jurijem Malenczenką wykonał spacer kosmiczny trwający 6 godzin i 14 minut, podczas którego aktywowali oni nowo zainstalowany rosyjski moduł obsługowy Zwiezda wyniesiony na orbitę dwa miesiące wcześniej.
Od 26 kwietnia do 28 października 2003 jako inżynier lotu uczestniczył w misji Sojuz TMA-2/Ekspedycja 7 na Międzynarodową Stację Kosmiczną, trwającą 184 dni, 22 godziny i 46 minut. Był pierwszym Amerykaninem - inżynierem lotu na Sojuzie. Łącznie spędził w kosmosie 205 dni, 23 godziny i 18 minut.